# Philipp August von Amsberg

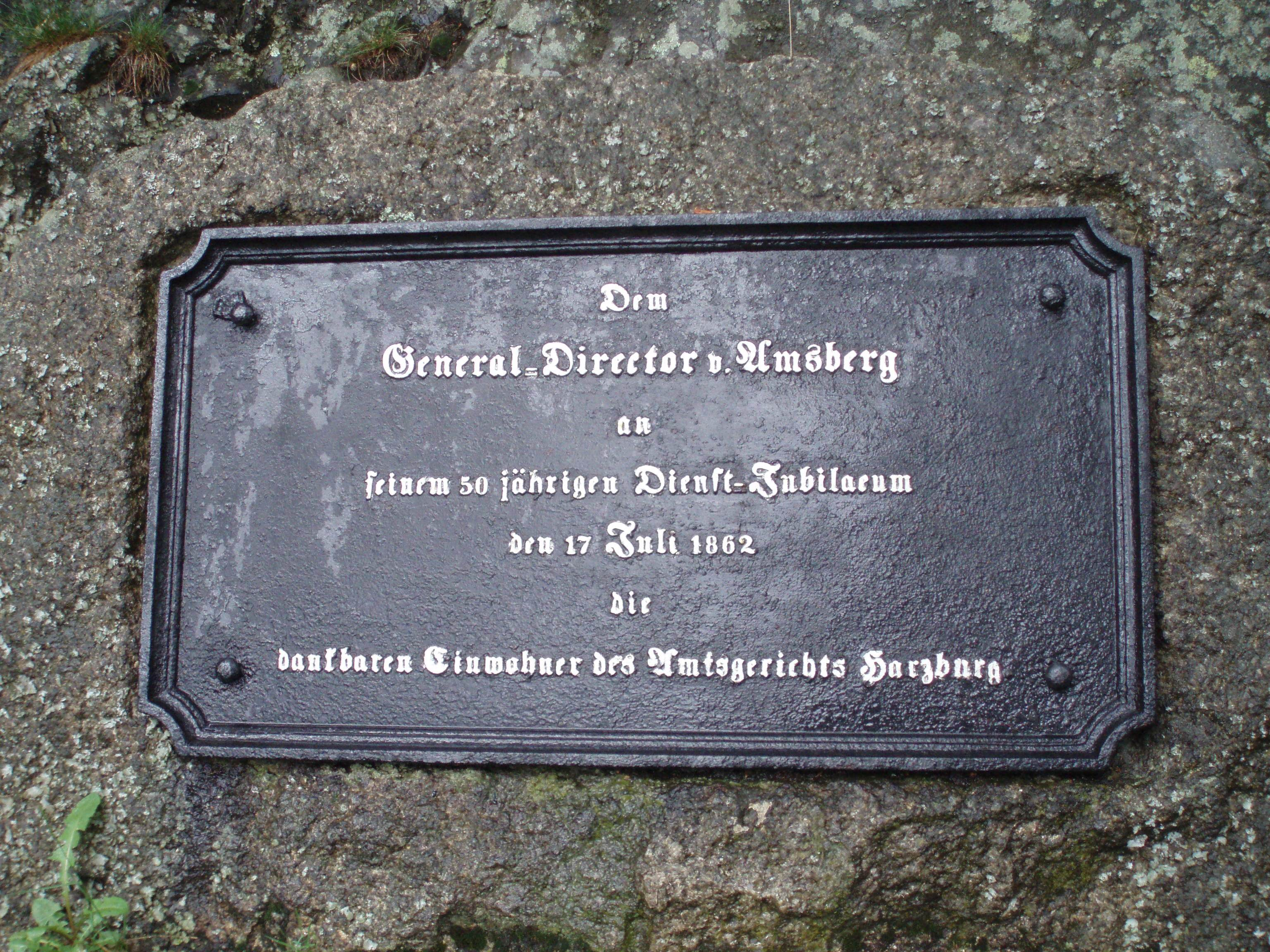
Gedenktafel zum 50. Dienstjubiläum in Bad Harzburg

Philipp August von Amsberg (* 17. Juli 1788 in Kavelstorf; † 9. Juli 1871 in Harzburg) war ein braunschweigischer Staatsmann und Begründer der ersten deutschen Staatsbahn, der Herzoglich Braunschweigischen Staatseisenbahn.

## Leben
August Philipp Christian Theodor von Amsberg war das dritte Kind des Pfarrers Johann David Theodor August von Amsberg (1747–1820). Als er im Alter von 12 Jahren versehentlich seine ältere Schwester erschoss, verließ er das elterliche Pfarrhaus, um zu seinem Onkel nach Salzdahlum im Herzogtum Braunschweig zu gehen, der aber zwischenzeitlich verstorben war. Daraufhin fand er bei einem Kaufmann namens Wollenweber in Braunschweig Unterkunft und erlernte den Beruf des Kaufmanns.
Nach dem Besuch des humanistischen Gymnasiums Martino-Katharineum in Braunschweig arbeitete von Amsberg im Direktorium der direkten Steuern des Départements Oker. 1813–1815 diente er im Corps der freiwilligen grünen Jäger, stieg zum Regimentszahlmeister im Rang eines Hauptmanns auf und wurde danach als Kammersekretär wieder in den braunschweigischen Staatsdienst übernommen.
Über die Ämter Kammerassessor (1818), Kammerrat (1827), Legationsrat (1829), Geheimer Legationsrat (1830) und Geheimer Oberlegationsrat (1832) stieg er zum Finanzdirektor auf (1835). Am 1. Mai 1837 war er bis 1845 Vorsitzender und vom 1. Juli 1850 bis 6. Dezember 1870 Generaldirektor der Herzoglich Braunschweigischen Staatseisenbahn in Braunschweig, die er bis zum Verkauf der Staatsbahn Anfang 1871 leitete. Anschließend ging er in den Ruhestand.

## Leistung
Amsberg setzte sich vor allem für Handelserleichterungen im damals zersplitterten Deutschland ein. 1830 leitete er die Verhandlungen, die zur Steuervereinigung zwischen den Staaten Hannover, Kurhessen und Braunschweig führten. Bei den Verhandlungen zum Beitritt der Länder Oldenburg und Schaumburg-Lippe zum norddeutschen Steuerverein war er braunschweigischer Bevollmächtigter, und am 1. November 1837 schloss er mit Preußen einen Vertrag wegen Beförderung des gegenseitigen Verkehrs zwischen Preußen und Braunschweig, der den Anschluss Braunschweigs an den 1834 gegründeten deutschen allgemeinen Zollverein im Jahr 1842 vorbereitete. 
Die Bedeutung der Eisenbahn für die Wirtschaft hatte Amsberg schon 1827 erkannt. Sein Projekt einer Eisenbahn, die Braunschweig, Hannover und Bremen miteinander verbinden sollte, scheiterte jedoch am Widerstand des Königs Ernst August von Hannover. Widerstände gegen den Bau einer innerstaatlichen Eisenbahn von Braunschweig nach Harzburg konnte er hingegen überwinden. Sie wurde im Dezember 1838 eröffnet und begründete einen wirtschaftlichen Aufschwung des Herzogtums. Bei seinem Tod hinterließ er im Herzogtum Braunschweig ein Streckennetz von 270 km Länge mit Anschlüssen an die benachbarten Eisenbahnen.

## Villa von Amsberg

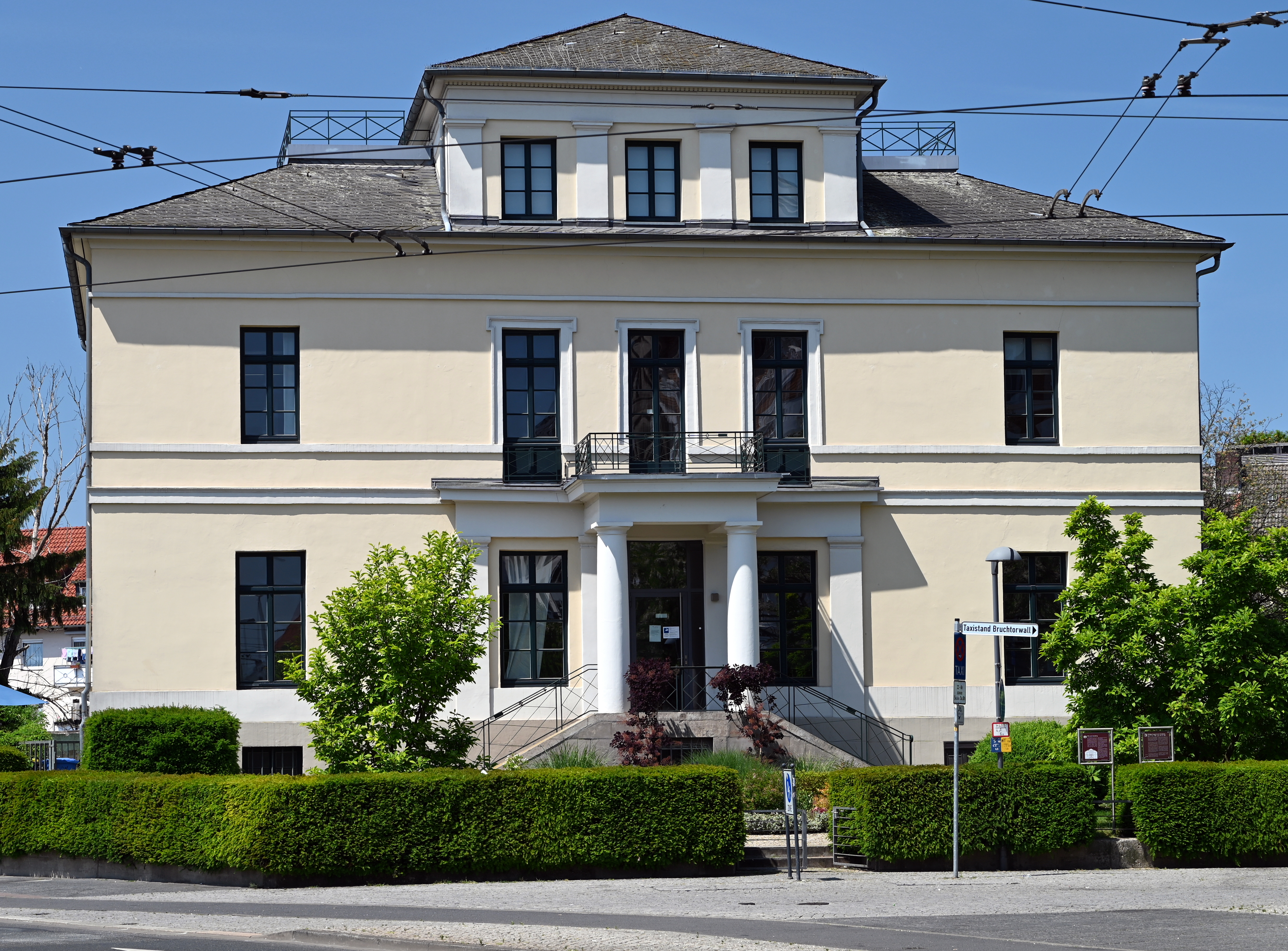
2023: Die Villa Amsberg nach der Restaurierung.

1827 baute der herzogliche Oberbaudirektor Peter Joseph Krahe eine Villa für Amsberg am Friedrich-Wilhelm-Platz 3, gegenüber dem späteren Braunschweiger Bahnhof, die als Point de vue in der Achse des Bruchtorwalls ausgerichtet ist. Die zweigeschossige Villa ist Teil der klassizistischen Gesamtplanung des Promenadenrings, der ab 1800 entstand.
Zwischen 1875 und 1931 infolge der Weltwirtschaftskrise mit dem Niedergang des Bankhauses am Friedrich-Wilhelm-Platz war diese im Besitz der Bankiersfamilie Meyersfeld. Bis kurz vor der Auswanderung der jüdischen Familie unter der nationalsozialistischen Herrschaft nach Südafrika betrieb sie ein Café. Nach dem Zweiten Weltkrieg befand sich in der Villa das „Residenz-Café“, von 1967 bis Ende 1991 war sie Sitz der Privatbank Marcard & Co., und heute gehört sie der NORD/LB. Im Jahr 2008 wurde das 500 Quadratmeter große Haus anlässlich des 250. Geburtstages des Architekten saniert und optisch in den ursprünglichen Zustand versetzt und anschließend an ein Rechtsanwaltsbüro vermietet.

## Würdigungen
- Nach Philipp August von Amsberg ist die Amsbergstraße im Braunschweiger Stadtteil Bebelhof, einer ehemaligen Eisenbahnersiedlung, benannt.
- Außerdem wurde die Amsbergstraße in Bad Harzburg (Nähe Goslarsche Straße / Hindenburger Ring; unterhalb des Papenbergs) nach ihm benannt.